# Даоне
Даоне (італ. Daone) — колишній муніципалітет Італії, у регіоні Трентіно-Альто-Адідже,  провінція Тренто. У 2015 році муніципалітет об'єднали разом з муніципалітетами Берсоне і Празо, у єдиний муніципалітет Вальдаоне.
Даоне було розташоване на відстані близько 480 км на північ від Рима, 45 км на захід від Тренто.
Населення — 595 осіб (2012).
Щорічний фестиваль відбувається 24 серпня. Покровитель — святий Варфоломій.

## Демографія
Населення за роками:

Станом на 31 грудня 2010 року в муніципалітеті офіційно проживали 4 іноземці з 2 країн, серед них 2 громадяни України.

## Сусідні муніципалітети
- Берсоне
- Брено
- Кастель-Кондіно
- Чето
- Чево
- Борго-Кєзе
- Массімено
- Пелуго
- Празо
- Селла-Джудікаріє
- Савьоре-делл'Адамелло
- Сп'яццо
- Стрембо
- Порте-ді-Рендена